# Balla József (kanonok)
Balla József (Vác, 1817. március 29. – Vác, 1871. július 23.) kanonok.

## Élete
Középiskoláit, bölcseleti s hittudományi tanulmányait szülőföldjén végezte. 1840. április 20-án áldozópappá szentelték; négy évig káplánkodott; 1844-ben lett püspöki iktató s irattáros Vácon; 1849-ben szentszéki jegyző; 1853-ban püspöki titkár; 1854-ben szentszéki ülnök, oldalkanonok, a püspöki házassági itélőszék tanácsosa, zsinati vizsgáló, a püspöki iroda igazgatója. 1859-ben váczi székesegyházi kanonok; 1864-ben címzetes apát és pesti főesperes.
Mint papnövendék Barna név alatt írt a Honművészbe költeményeket.

## Munkái
- Szent beszéd… Mária név ünnepén. Pest. 1846.
- Keresztény hazafi szózat, melyet az országunkat fenyegető veszély elhárításáért 1848. év október 1. a váczi hivekhez intézett. Vácz, 1848.